# 金斯波特 (田納西州)
金斯波特（Kingsport）是美國的一座城市。位於田納西州沙利文縣和霍金斯縣。據2010年人口普查，金斯波特有人口48,205人。金斯波特也是三城大都市統計區的一部份。

## 外部連結
- City of Kingsport official website （页面存档备份，存于）
- Kingsport History （页面存档备份，存于）